# مدرسه شوکتیه

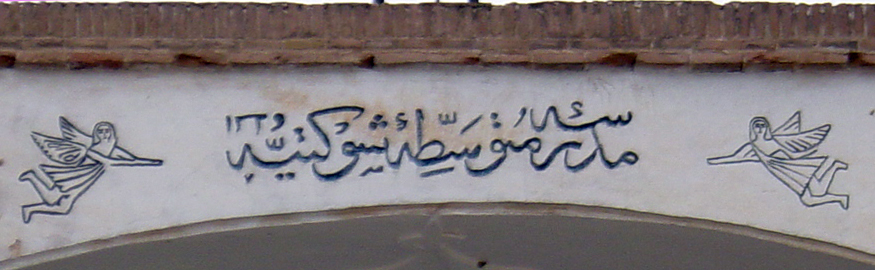
کتیبه بالای ایوان مدرسه شوکتیه

مدرسه شوکتیه یا مدرسه شوکتی یکی از بناهای تاریخی شهر بیرجند در استان خراسان جنوبی است که اولین مدرسه ایرانی به شیوه جدید و پس از مکتب‌خانه‌های سنتی است. این بنا مربوط به دوره قاجار است و در بیرجند، خیابان شهید منتظری، کوچه پست قدیم واقع شده و این اثر در تاریخ ۱۶ اسفند ۱۳۵۶ با شمارهٔ ثبت ۱۳۷۱ به‌عنوان یکی از آثار ملی ایران به ثبت رسیده است.
این ساختمان ابتدا به نام حسینیه شوکتیه توسط امیر اسماعیل خان معروف به شوکت الملک اول، در سال ۱۳۰۸ه‍.ق به‌دست استادان و معماران یزدی شروع و در سال ۱۳۱۲ه‍.ق بنای آن به پایان رسید.
در سال ۱۳۲۶ هجری قمری برابر با ۱۲۸۲ هجری شمسی ،این ساختمان توسطمحمد ابراهیم خان علم (شوکت الملک دوم)، پدر اسدالله علم به مدرسه تبدیل شد. شهریور ماه ۱۳۸۲ همایشی به مناسبت یکصدمین سالگرد تأسیس مدرسه شوکتیه در دانشگاه بیرجند برگزار گردید.

## تاریخچه
این بنا طی چهار سال از ۱۳۰۸ه‍.ق تا ۱۳۱۲ ه‍.ق (۱۲۶۹ ه‍. ش) تحت عنوان حسینیه شوکتیه توسط امیر اسماعیل خان علم (شوکت الملک اول) ساخته شد.این بنا در ماه ذی الحجه سال ۱۳۲۶ هجری قمری برابر با ۱۲۸۲ هجری شمسی توسط برادر او شوکت الملک دوم به مدرسه تبدیل شده‌است. پس از مدرسه عالی دارلفنون، مدرسه ابتدائی رشدیه تبریز، و مدرسه محتشمیه در کرمانشاه، مدرسه شوکتیه بیرجند چهارمین مدرسه از نوع مدارس جدید در ایران محسوب می‌شود که به دنبال آن دبیرستان شوکتیه و مدارس دشت بیاض نهبندان، سربیشه، خوسف و دبستان دخترانه شوکتی افتتاح گردید.

مراسم جداشدن دبیرستان شوکتیه از دبستان شوکتیه با حضور محمد ابراهیم خان علم و کنسول انگلستان در سال ۱۳۰۳

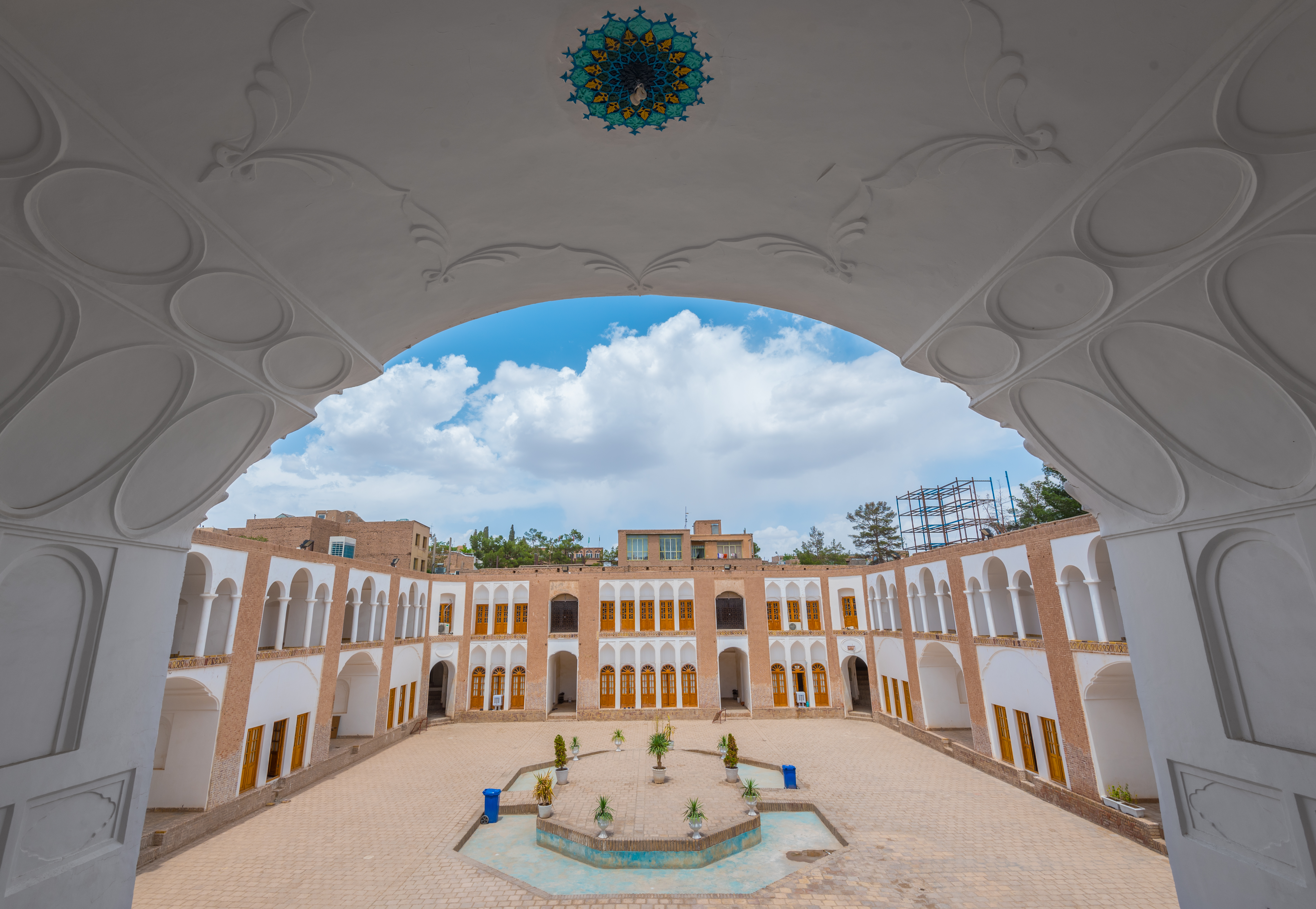
مدرسه شوکتیه

همزمان با انقلاب مشروطیت امیر اسماعیل خان شوکت الملک که فرزندی نداشت یک سوم اموال خود را وقف امور خیریه کرد و تولیت آن را به برادر کوچکش محمد ابراهیم خان واگذار نمود. محمد ابراهیم خان علم معروف به شوکت‌الملک دوم بعد از سفر به تهران و دریافت مقام حکمرانی و امارت قاینات در صدد برآمد موقوفه مذکور را در جهت ایجاد فضای آموزشی مصرف کند. شوکت‌الملک تحت تأثیر اقدام امیر کبیر در تأسیس مدرس دارالفنون در صدد برآمد مدرسه مشابهی را در بیرجند تأسیس کند. او در سال ۱۳۲۵ ه‍.ق مطابق با۱۲۸۵ ش در محل حسینیه شوکتیه که توسط برادرش در سال (۱۳۱۲ه‍. ق) ساخته شده بود اقدام به تأسیس مدرسه شوکتیه نمود.
محمد امیر خان برای تشویق افراد به تحصیل در این مدرسه برای محصلین بی‌بضاعت و خانواده آن‌ها کمک‌های نقدی و جنسی مؤثری در نظر می‌گرفت. همچنین آیت‌الله شیخ هادی هادوی که از علمای طراز اول آن زمان بود با اعزام تنها پسر خود به این مدرسه در ذهن و فکر مردم اثری عمیق بر جای گذاشت و کار مدرسه رونق گرفت. این در حالی بود که پیش از تأسیس مدارس به سبک جدید، تعلیم و تربیت به عهده مکتبخانه‌ها بود که افراد روحانی نقش مؤثری در آن‌ها داشتند.
مدرسه شوکتیه ابتدا به صورت مدرسه ابتدائی بود که پس از مدتی دبیرستان شوکتیه نیز به آن افزوده شد. حقوق معلمین این مدارس نیز از بودجه حکومتی سالانه به صورت نقدی و جنسی پرداخت می‌شد.
در سال ۱۳۰۱ش مدرسه نسوان امارت قلعه افتتاح شد و سپس در سال ۱۳۰۳ش در دوره دوم دبیرستان دانش‌آموز پذیرفت. شوکت الملک دوم و همچنین روحانی خوش‌نام محلی شیخ محمد موحد برای تشویق مردم و جذب بیشتر دانش‌آموزان، دختران خود را به این مدارس فرستادند. در سال ۱۳۰۱ به منظور تصریح در دخترانه و پسرانه بودن، مدارس پسرانه به شوکتی و دخترانه به شوکتیه نامگذاری گردید. همچنین دبیرستان پسرانه شوکتی در سال ۱۳۰۳ش از دبستان جدا شد.

در سال ۱۳۸۶ محمدرضا اصلانی فیلم بلند خود را با نام آتش سبز  در این بنا فیلم‌برداری کرد. 

## موقعیت بنا
بنای تاریخی مدرسه شوکتیه یا شوکتی در مجاورت خیابان منتظری (خاکی) در داخل بافت تاریخی شهر بیرجند قرار دارد. این بنا در کوچه‌ای با شیب نسبتاً زیاد واقع شده‌است که از سطح خیابان پایین‌تر است ورودی‌های بنا در پایین‌ترین قسمت بنا قرار دارند در مجاورت این مدرسه، بنای خواجه خضر و گرمابه نسترن با قدمتی نزدیک به آن وجود دارد.

## مشخصات بنا
مدرسه شوکتیه به سبک معماری کویری ایران به صورت چهار فصل ساخته شده که از یک فضای مرکزی به‌صورت حیاط و بخشی پیوسته دور تا دور آن تشکیل شده‌است. حیاط بخش عمده‌ای از بنا را دربر می‌گیرد که با آجر فرش شده‌است و در میان آن حوضی قرار گرفته که در وسط آن سکویی به ارتفاع حدود ۳۰ سانتی‌متر قرار دارد. سردر ورودی بنا با طاق جناقی دارای تزئینات مقرنس می‌باشد.
این بنا تک ایوانی است که ایوانی بلند و باشکوه دارد و از اجزا و عناصر معماری ایرانی از قبیل ورودی، هشتی، دهلیزها، ایوان، حجره‌های اطراف حیاط، شاه‌نشین و حمام تشکیل شده‌است. این بنا دارای دو ورودی است که یکی در ضلع جنوبی و دیگری در ضلع غربی بنا واقع است.
بنای مدرسه شوکتیه با بهره‌گیری از حیاط مرکزی به بهترین نتایج از نظر تنظیم عملکرد و فراهم آوردن شرایط محیطی متعادل دست یافته‌است. در این بنا یک کلاه فرنگی زیبا در میان گنبد تالار شوکتیه وجود دارد که با رسمی‌بندی زیبایی تزئین شده‌است. همچنین مقرنس‌ها گچ‌بری‌ها و آجرکاری‌هایی بسیار زیبا در این بنا به چشم می‌خورد.
این بنا توسط استاد حسین بنا معروف به استادفرج دوم ( فرزند استاد فرج بنا ) ساخته شده که معمار اصلی این بنا میباشد